# Baunehøj Efterskole
Baunehøj Efterskole er en efterskole beliggende på det nordlige Sjælland nær Jægerspris. Den er en skole for unge i 10. klasse, typisk mellem folkeskolens 9. klasse og en ungdomsuddannelse. På skolen undervises der i dansk, matematik, engelsk, tysk og fransk og derudover tilbydes der linjefagene musik, friluftsliv, idræt, ridning, kokamok, design, drama og forfatter.   
Skolen er placeret ud til Isefjorden og har badestrand og skov inden for gåafstand.